# Bikini

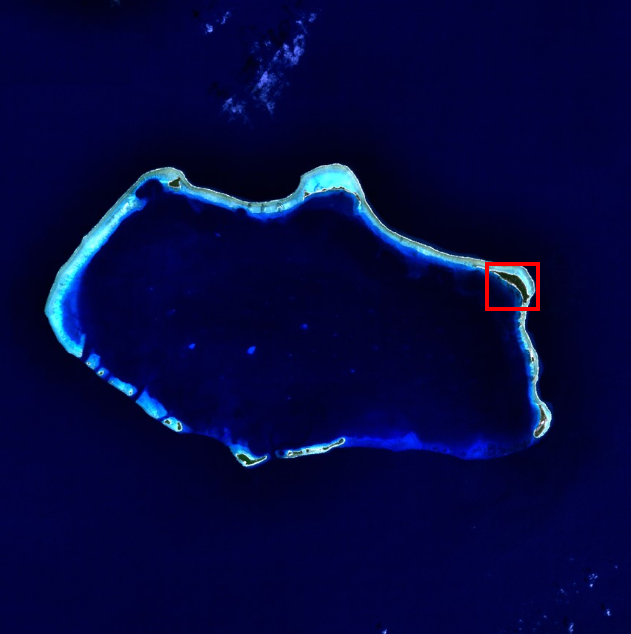
Satelitní snímek atolu Bikini. V červeném rámečku je ostrov Bikini. V severozápadním rohu lze rozeznat kráter, způsobený výbuchem termonukleární pumy Castle Bravo v roce 1954.

Atol Bikini je v současnosti neobydlený atol v Tichém oceánu, který je součástí Marshallových ostrovů. Tvoří ho 36 ostrovů, které obklopují lagunu o ploše 591,1 km². Celková plocha všech ostrovů je 6 km². Ostrov byl znám jako americká jaderná střelnice a byly po něm pojmenovány i dvojdílné plavky – bikiny. Atol je neobydlený, protože jeho obyvatelé museli být kvůli zamoření radioaktivitou přesídleni. Vzhledem k množství vraků válečných lodí na dně laguny je oblast vyhledávanou potápěčskou lokalitou.

## Historie
V letech 1946–1958 zde bylo provedeno 23 zkušebních jaderných výbuchů. Například zde byl zkoumán vliv jaderných výbuchů na válečné lodě – krycí název byl Operace Crossroads. V prostoru výbuchu bylo soustředěno pět bitevních lodí, čtyři křižníky, dvě letadlové lodě, 12 torpédoborců, osm ponorek, obchodní a výsadkové lodě.
První jaderný test – Able, byl odpálen 1. července 1946. Puma byla shozena z bombardéru a vybuchla ve vzduchu. Mnohem ničivější ovšem byl podhladinový výbuch, ke kterému došlo 25. července 1946 při testu Baker. Řada z lodí se po některém z výbuchů potopila na místě a vytvořila lodní pohřebiště, ty které přečkaly, byly často později potopeny jinde (viz např. USS Independence).
Po jaderných testech Able a Baker měl v dubnu 1947 následovat pod názvem Charlie ještě třetí test. Ten byl ale nejprve odložen a posléze zrušen. O osm let později se Američané na Bikini vrátili a začaly zde být testovány vodíkové bomby.
V roce 1954 byla na atolu při testu Castle Bravo odpálena vodíková bomba. Do kontaktu s radioaktivním spadem z tohoto výbuchu přišel také japonský rybářský člun Fukuryu Maru (Šťastný drak), což zapříčinilo onemocnění členů posádky, jedna osoba nakonec na následky výbuchu zemřela. To způsobilo silný mezinárodní odpor a znovu podnítilo obavy Japonců týkající se radioaktivity, obzvlášť s ohledem na možnou kontaminaci ryb.
V roce 2010 byl atol Bikini zapsán na seznam kulturního dědictví UNESCO. Organismům, včetně korálů, se tam teď daří dobře.

## Lodě potopené při jaderných testechAbleaBaker
- Bitevní lodě: USS Arkansas, Nagato
- Letadlová loď: USS Saratoga
- Křižníky: Sakawa, Prinz Eugen (pouze poškozen)
- Torpédoborce: USS Anderson, USS Lamson
- Ponorky: USS Apogon, USS Skate, USS Pilotfish, USS Skipjack

## Fotogalerie

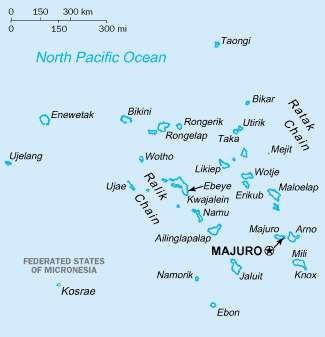
Mapa Marshallových ostrovů.
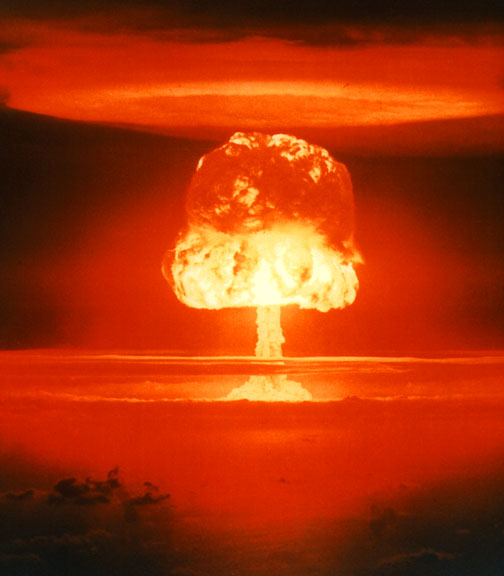
Atomový hřib při jedné ze zkoušek.
Výbuch při operaci Crossroads.